# Semana Santa en Motril
La Semana Santa de Motril, ciudad de la Costa Granadina, concede la posibilidad, a cofrades y a los amantes del arte de disfrutar durante siete días con doce de las cofradías que procesionan y sacan sus imágenes religiosas a las calles motrileñas. El conjunto de estas cofradías y hermandades representan la Pasión, Muerte y Resurrección de Jesús de Nazareth, a la vez que cada una de ellas a la hora de desfilar aporta un diferente acompañamiento musical, una manera propia de portar a sus titulares. Los nazarenos o penitentes visten con un determinado hábito y la estructura del Cristo y de la Virgen es de una manera concreta, que lleva a cabo unas características o normas según acuerda la Junta de Gobierno de la misma cofradía.
Motril no es muy cofrade pero alberga maravillosos pasos.

## Agrupación de hermandades y cofradías
La Agrupación de Hermandades y Cofradías de la Semana Santa Motrileña está compuesta por las siguientes: La Borriquita, El Huerto, El Perdón, La Salud, Gran Poder, La Pasión, El Nazareno, El Silencio, Vera Cruz, Santo Sepulcro, El Yacente y La Soledad, y Dulce Nombre. Esta Agrupación, anteriormente nombrada, trabaja día a día con el objetivo de mantener unidas a las diferentes hermandades y cofradías y que haya establecido entre ellas una verdadera conexión. Actualmente el presidente es D. David Merino Padial.
En 2017, esta agrupación tuvo el honor de sacar la primera procesión magna (Ecce Agnus Dei) de esta ciudad, donde procesionaron las imágenes cristíferas de la localidad.

## Días de la Semana Santa y sus respectivas cofradías o hermandades

### Sábado de Pasión
La primera salida procesional en Motril (obviando el voto de la ciudad por el día de los terremotos) es de la Hermandad Sacramental de la Santa Cena y María Santísima del Amor (Cristo de la Fe). Esta hermandad fue fundada en el 2009 ;su cortejo sale por las calles del norte de Motril el Sábado de Pasión siendo su primera vez en el 2022 sin la Virgen María. Estas obras se encuentran en la Iglesia de San Antonio de Padua. Aún se encuentra en proceso de completar el apostolado.

### Domingo de Ramos
La Semana Santa de Motril es inaugurada por la Cofradía de Nuestro Padre Jesús en su Triunfal Entrada en Jerusalén y Nuestra Señora del Rosario (La Borriquita). Esta cofradía fue fundada en el año 1967 y sus titulares residen en la Iglesia Mayor Parroquial de la Encarnación. Desfilan con dos pasos, un paso de misterio y un paso de palio, acompañado cada uno de su correspondiente agrupación musical y su respectivo cortejo de nazarenos, así como de otras personalidades de la cofradía o representaciones de otras cofradías o cargos municipales. 
El paso de misterio se encuentra en fase de tallado por Francisco Verdugo bajo diseño de Pedro Palenciano y en este aparece Jesús montado en una burra, obra de Antonio José Martínez Rodríguez, el mismo que está realizando el resto de las imágenes que en un futuro acompañarán sobre el paso al Cristo. Por otro lado, la estructura y orfebrería del paso de palio fue confeccionada en la misma ciudad, concretamente en el taller de Aragón y Pineda. La Santísima Virgen del Rosario fue tallada por el escultor Antonio José Martínez Rodríguez.
En el escudo de esta cofradía aparecen las iniciales de Jesús Hombre Salvador (JHS), además aparece una cruz latina azul celeste y dos ramas de olivo cruzadas.
Respecto a los hábitos de los penitentes se puede decir que tanto los que acompañan el paso de misterio como a la Virgen visten un hábito blanco con capillo y cinturón azul, agarrando en la mano palmas y ramas de olivo. Los hermanos de la cofradía más pequeños, incorporándose cada año más, realizan su estación de penitencia vestidos hebreos.
Es importante destacar el gran número de niños que forman parte de esta cofradía, así como la bendición de las palmas y ramas de olivo que se lleva a cabo antes del desfile procesional y la posterior eucaristía.
El domingo de Ramos de 2017 fue bendecida la primera imagen secundaria que forma el paso de misterio (San Pedro) que procesionó esa misma tarde junto al señor.

### Lunes Santo
En este día saca sus titulares a la calle la Cofradía de La Oración de Nuestro Señor de la Humildad en el Huerto de los Olivos y María Santísima de la Victoria (El Huerto - Humildad y Victoria). Su fundación se produjo en el año 1987,y se puso por primera vez en la calle en 1989 y su residencia canónica es la Iglesia de la Victoria, situada en la Plaza de los Agustinos. Cada Lunes Santo, muestran al pueblo un paso de misterio y otro de palio, ambos andan al son de dos bandas o agrupaciones de música.
La estructura y orfebrería que contiene el paso de misterio, el cual está a trabajadera costal, fue construido en los talleres de Luis Ramón y Geni en Motril, y en este paso se puede apreciar a Jesús situado de rodillas orando en el Huerto bajo la advocación de Humildad junto a un Ángel, ambas tallas realizas por el artista Jesús Gálvez Palos, que vienen a sustituir a las anteriores del artista motrileño Manuel González Ligero. En el paso de palio, al igual que en el del Cristo la forma de portar es a trabajadera costal, la orfebrería ha sido elaborada por Luis Ramón y Geni aunque los varales son obra de Aragón y Pineda. La realización de María Santísima de la Victoria fue encargada a Pedro de la Rosa.
En el escudo de la cofradía se puede observar una cruz lanceolada de color gris y a los lados de esta un cáliz y una jarra con azucenas. Todo esto rodeado por dos ramas de olivo entrecruzadas. 
El cortejo de nazarenos que acompañan al Cristo visten un traje blanco junto a un capillo, cinturón y capa roja y, por otro lado, los acompañantes de la Virgen visten con traje blanco y caperuza, fajín y capa azul.

### Martes Santo
Cofradía de Nuestro Padre Jesús del Perdón y María Santísima de la Misericordia, Nuestra Señora del Carmen y San Juan Evangelista (Perdón y Misericordia). La fundación de esta cofradía tuvo lugar en el año 1984 y su sede canónica es la Iglesia del Carmen. Ambos titulares procesionan en pasos diferentes: uno de misterio y otro de palio, siendo cada uno acompañado por una banda de Cornetas y Tambores y una de música.
La estructura del paso de misterio es en madera y está en fase de dorado, siendo elaborado por José María Higuera. Sobre él se alza la imponente imagen de Jesús del Perdón, una imagen de Jesús en el momento en el cual es sentenciado, del escultor granadino Domingo Sánchez Mesa. La estructura del paso es metálica y la orfebrería que incorpora ha sido trabajada en la misma ciudad bajo la marca de Aragón y Pineda. Es un palio de bambalina, denominándose bambalina a cada elemento vertical que se encuentra alrededor del palio y que cuelga del techo del mismo. En este paso encontramos a María Santísima de la Misericordia, del maestro sevillano Juan González Ventura, realizada en el año 1987. Antiguamente la imagen de San Juan Evangelista del escultor Juan González Ventura también acompañaba a María Santísima de la Misericordia en su paso.
En la heráldica del escudo se encuentran dos cartelas a ambos lados, a la derecha una granate que representa las iniciales marianas y a la izquierda otra azul que incorpora las iniciales J y H de "Jesús Hombre" rodeadas por una corona. En la parte superior podemos apreciar el escudo del Carmen. 
El cortejo tiene por indumentaria túnica burdeos, capillo blanco, capa blanca y cordón blanco.

### Miércoles Santo
La primera de las dos cofradías en procesionar por la localidad de Motril es la Cofradía del Santísimo Cristo de la Salud y Nuestra Señora del Mayor Consuelo (Salud y Consuelo). La creación de esta cofradía se remonta al año 1966 y su residencia canónica se localiza en la Iglesia de la Victoria (Plaza de los Agustinos). Esta cofradía tiene una importante representación en su desfile procesional por parte de personal vinculado con Cruz Roja u otras organizaciones relacionadas con la sanidad. Desfilan en esta estación de penitencia un paso de virgen y un crucificado. El Cristo crucificado es acompañado por un solo tambor al ser una cofradía de Vía Crucis y la Virgen con una banda de música.
Una de las peculiaridades de esta cofradía es que el Cristo de la Salud es portado por 11 hombres con los brazos elevados que dirigidos por un capataz realizan maniobras complejas con el pesado Cristo en su madero. El gran peso que deben soportar y la posición en la que han de tener los brazos hacen que el trabajo de los costaleros sea de gran dificultad haciendo que el Cristo que llevan se luzca magistralmente. Por otro lado, Nuestra Señora del Mayor Consuelo procesiona incorporada en una estructura metálica recubierta con madera, elaborada en los talleres de Manuel Bueno Gallego. Esta Virgen fue obtenida en el año 1995 y se sabe que fue tallada por Mariano Roldán. Otra de las características de esta cofradía es que fue el primer paso portado por mujeres en la Semana Santa de Motril.
En la heráldica del escudo se puede apreciar en la parte central una cruz roja sobre la que descansan en la parte superior de esta tres clavos, los cuales representan la crucifixión. En la parte inferior hay un corazón. Todo esto rodeado por dos ramas de olivo que se cruzan entre sí. La indumentaria de los penitentes, tanto del Cristo como de la Virgen, es un traje negro con capillo y cíngulo rojos.
Conforme se va realizando el desfile procesional el cura que reside en la sede canónica de la cofradía recita distintos pasajes de la biblia relacionados con lo que la cofradía representa. Otras de las particularidades de esta cofradía es el coro rociero que lleva unos 25 años cantando tanto al Cristo como a la Virgen a la salida de ambos, así como el gran seguimiento de los ciudadanos motrileños que cada año realizan de paisano la estación de penitencia portando sus propias velas.
La segunda y última hermandad que procesiona el Miércoles Santo es la Fervorosa Hermandad De Penitencia De Ntro. Padre Jesús del Gran Poder y María Stma. del Mayor Dolor (Gran Poder). Su instauración como hermandad tuvo lugar en el año 1987 y su sede canónica es la Iglesia de las Reverendas Madres Nazarenas. Esta hermandad saca a la calle un paso de misterio, el cual anda acompañado de una Agrupación Musical, en estos últimos años la AM Rescate (Granada)
El paso de misterio cuenta con una Cristo llevando la cruz, realizado por Domingo Sánchez Mesa y fue entregada por él mismo a las nazarenas en el año 1943, pocos años después de finalizar la Guerra Civil Española. En este mismo paso, se encuentra María Santísima del Mayor Dolor, una imagen de gloria cuya fecha de creación data del siglo XIX aunque no conocemos su autor. La estructura del paso es metálica, elaborada en los talleres de Antonio Moreno y el paso es de los pocos que aún queda en la ciudad que mantiene las trabajaderas al estilo granadino.
El escudo de esta hermandad está compuesto por una cruz de color gris que incorpora los tres clavos de crucifixión y alrededor de esta hay una corona de espinas. En la parte inferior de la cruz se encuentra el libro del Evangelio junto a un corazón que aparece en llamas, a la vez que en él hay un puñal clavado. 
Esta hermandad fue la primera de la Ciudad en tener un Grupo Joven, el cual saca su paso de misterio cada sábado de pasión y acompaña con sus sones la AM ntra. sra. del Carmen de la localidad vecina de Calahonda.
Los penitentes de esta hermandad visten con un hábito de color morado con detalles en dorado, capillo negro y una cuerda atada en la cintura de color amarillo.
Es destacable del desfile de esta hermandad el miserere que cantan las monjas de clausura que residen en su sede canónica y la posterior chicotá que realizan en el callejón de las Monjas los costaleros donde cada año se concentra mayor número de personas.

### Jueves Santo
La primera hermandad que pisa las calles motrileñas el Jueves de Pasión es la Hermandad de Penitencia de Nuestro Padre Jesús de la Pasión y María Santísima de la Amargura (Pasión y Amargura). La fundación de esta hermandad se remonta al año 1985 y aunque hasta hace poco su residencia canónica estaba en la Iglesia de Puntalón, se ha trasladado al Santuario de Nuestra Señora de la Cabeza. Esta hermandad ha conseguido establecer unas maravillosas relaciones con las fuerzas y cuerpos de seguridad del Estado y cada año cuenta con la representación del Inspector de la Policía Nacional de Motril así como de otros miembros de la Guardia Civil y del Ayuntamiento. Actualmente solamente procesiona un paso de Misterio, acompañado de una banda de tambores y cornetas.
El paso de misterio es una estructura metálica, detallada con madera y orfebrería color plata realizada en los talleres de Aragón y Pineda. AL igual que el paso de misterio del Gran Poder, las trabajaderas son de estilo granadino. El Cristo que ocupa la estructura representa las tres caídas, Jesús apoyado mientras lleva la cruz y fue realizada por Antonio Barbero Gor en el año 1986. 
La heráldica del escudo está compuesta por una cruz, la cual tiene en el lado derecho las iniciales marianas y en el lado izquierdo las iniciales J.H.S (Jesús Hombre Salvador). En la parte superior hay un letrero en el que se puede leer "Pasión”. Todo esto aparece rodeado por una corona de espinas de color verde. 
El cortejo de penitentes lleva un hábito de color granate con un fajín y capillo granates.
La salida y entrada de esta hermandad reúne a una gran cantidad de fieles puesto que, la estrechez de la puerta de su sede canónica obliga a que la maniobra de salida y entrada sea realizada por la mitad de la cuadrilla (15 costaleros aproximadamente) y de rodillas. La empinada cuesta del Cerro en el que se encuentra el Santurario hace que el costalero deba realizar un gran esfuerzo. Además, es la única hermandad en Motril que incorpora la figura del Romano, integrando en el cortejo dos romanos aunque no descartan aumentar el número de estos en años posteriores.
La segunda cofradía que realiza su estación de penitencia el Jueves Santo es la Cofradía de Nuestro Padre Jesús Nazareno y María Santísima de la Esperanza (Nazareno y Esperanza). Su sede canónica es la Iglesia Mayor de la Encarnación y su fundación data del año 1947. Esta cofradía cuenta con un paso de misterio y paso de palio, acompañando al misterio una Agrupación Musical y al Palio una Banda de Música.
El paso de misterio fue tallado en su totalidad a mano por los hermanos Moreno y en este procesiona Jesús con la cruz a cuestas, cuyo escultor fue Antonio Martínez Olalla en 1938. Por otro lado, el paso de palio tiene una estructura metálica y orfebrería de Aragón y Pineda y conserva las trabajaderas al estilo granadino. María Santísima de la Esperanza fue tallada, al igual que el Cristo por Martínez Olalla, en el año 1953.
Ambos pasos portados a trabajadera Granadina, el paso de misterio lo cargan hombres, en el palio, aparte de su cuadrilla masculina, en 2016, se aprobó en incluir en el paso una cuadrilla femenina.

En el escudo se puede observar las iniciales J.H.S (Jesús Hombre Salvador), atravesadas por una cruz azul, a la derecha de la cruz podemos ver otra cruz, en este caso una redentora, y a la izquierda otra cartela, en la que hay un ancla. En la parte inferior de la cruz azul encontramos la insignia nazarena.
El cortejo de penitentes del Cristo llevan un hábito de color morado, capillo morado, fajín amarillo y capa blanca, y el cortejo de la Virgen viste un hábito blanco, capillo blanco, fajín morado y capa verde.
Un momento muy emocionante de esta cofradía y que reúne a gran cantidad de personas es el momento de regreso a su templo ya que los costaleros de la virgen cantan bajo el paso un "Salve María" y se produce el encuentro de madre e hijo.
 La tercera y última cofradía que procesiona en la madrugá del Jueves Santo es la Cofradía del Santísimo Cristo de la Buena Muerte (Silencio). Esta cofradía se fundó en el año 1981 y su residencia canónica es la Iglesia Mayor de la Encarnación. Esta cofradía de silencio saca todos los años un paso de misterio con un crucificado, el cual es acompañado con un solo tambor. El único instrumento que suena, distinto a los de percusión, es la corneta, en el momento que el Cristo sale de su templo.
La estructura del paso de misterio es de madera y fue tallada en los talleres de Aldo Ceretta. El crucificado es una obra de Domingo Sánchez Mesa.
La heráldica del escudo consiste en los tres sagrados clavos de crucifixión, rodeados por una corona de espinas de, siendo estos símbolos de color amarillo con un fondo negro.
El hábito de los penitentes es de color negro, el capillo también es de color negro y en la cintura llevan un cinturón de pleita ajustado, además de unas albarcas como calzado.
Es una de las procesiones que más personas reúne interés debido a su gran puesta en escena, reflejando la veteranía de esta cofradía y la sobresaliente manera de poner en las calles una cofradía de silencio. El alumbrado público de la ciudad y el de las tiendas es apagado conforme este paso avanza en su recorrido lo que hace que sea única y pionera en Motril y destacada en España.

### Viernes Santo
La Real Hermandad del Dulce Nombre de Jesús, Santísimo Cristo de la Vera Cruz y Nuestra Señora del Valle tiene fechada su fundación alrededor del 1577 en Motril. Tuvo dos reorganizaciones una en 1951 y la actual en 1991. 
Entre los hechos históricos más relevantes de la Hermandad destaca el nombramiento de Hermandad ¨Real¨en el año 1863 por Doña Isabel II, Reina de España.
El primer titular tras la reorganización de 1991, pues todos los anteriores titulares fueron destruidos en la Guerra Civil, fue el Dulce Nombre de Jesús siendo la hechura en el año 1992 y posteriormente su bendición el 1 de enero de 1993. Su autor es Miguel Ángel González Jurado, gran reconocido escultor cordobés. En el año 1998 la Hermandad encarga a Raúl Trillo Díaz la imagen de un crucificado, el Santísimo Cristo de la Vera Cruz, a fin de devolver a Motril esta advocación perdida. La imagen representa a Jesús en el momento en el que expira en la cruz. No es hasta 2007 cuando la Hermandad incorpora a sus titulares la imagen mariana de Nuestra Señora del Valle, del anteriormente mencionado Miguel Ángel González Jurado.
El escudo de la cofradía está constituido por una cruz de calvario arbórea, a sus lados presenta dos cartelas. En la derecha observamos las iniciales marianas mientras que en la cartela izquierda se representan azucenas, símbolo de la pureza de María. Todo está rodeado por una corona de espinas y en la parte superior se presenta un timbre real ya que esta hermandad, como anteriormente se ha mencionado, tiene en su poder el título de Real Hermandad.
El cortejo del Viernes Santo es de corte negro y serio, en el cual se muestra el misterio del Calvario acompañando a Cristo Nuestra Señora del Valle y San Juan Evangelista. El acompañamiento musical es una Coral y una Capilla Musical. Los nazarenos visten un hábito de sarga negra, con escudo bordado en el capillo y cinturón de esparto, portan cera o cruces además de las diferentes insignias de la Hermandad.
En el año 2015 la curia forma una junta gestora y nombran a Doña María Jiménez Muriel presidenta de dicha junta debido a los diferentes problemas que la Hermandad ha sufrido desde su creación hasta la crisis interna que da lugar a esta situación. Esta Gestora realizó durante sus tres años una limpieza del nombre de la Hermandad, una nómina de hermanos real y fija, además de la creación de un grupo joven y de acólitos, un plan de recuperación del patrimonio ¨desaparecido¨ el cual consta de la realización de nuevas insignias como varas, guion estandarte, libro de reglas, enriquecimiento de los pasos y ajuar de Nuestra Señora del Valle y del Dulce Nombre de Jesús además del planteamiento de nuevos proyectos de Hermandad y la realización de importantes altares de cultos. 
Entre los actos de culto externo más destacables está la participación en la Magna ¨Ecce Agnus Dei¨, considerada el antes y después de la Hermandad, la primera salida del Viernes Santo tras el periodo anterior y la salida extraordinaria del Dulce Nombre de Jesús por su XXV aniversario.
Pasados estos tres años y tras la buena recuperación de la Hermandad se convocan elecciones el día 14 de septiembre de 2018 siendo ganadora Doña María Jiménez Muriel, primera Hermana Mayor del nuevo periodo de esta Hermandad.
La segunda y última hermandad del Viernes Santo motrileño es la Hermandad del Santísimo Sacramento y Cofradía del Santo Sepulcro y Nuestra Señora de los Dolores (El Sepulcro). Fue fundada en el año 1931 y su sede canónica es la Iglesia Mayor Parroquial de la Encarnación. Esta hermandad procesiona un paso de misterio y un paso de palio a varal, ambos con acompañamiento musical.
El paso de misterio fue creado por Lupiañez Martos y el Cristo Yacente en el Santo Sepulcro incorporado sobre él es una obra de Domingo Sánchez Mesa en el año 1947. El paso de palio fue realizado en 1935 en los talleres de los hijos de J. Fernández. y sobre este podemos ver a la Virgen de los Dolores, creada por el autor Antonio Illanes Rodríguez que la entregó a la cofradía en el año 1951. Ambos pasos son portados al estilo malagueño.
La heráldica del escudo está formada por una Cruz cósmica y en el fondo aparece una corona de espinas con unas escaleras y lanza.
El cortejo de penitentes que acompañan al Cristo lucen un hábito negro, capillo negro, fajín rojo y capa blanca y, por otro lado, el cortejo de penitendes de la Virgen de los Dolores viste con un hábito blanco, capillo blanco, capa negra y un cíngulo rojo.

### Sábado Santo
Cofradía de Nuestra Señora de la Soledad y Santísimo Cristo Yacente (La Soledad y El Yacente). Esta cofradía cuenta con un paso de misterio y un paso de Virgen, ambos con acompañamiento musical.
El paso de misterio fue realizado por Antonio Díaz Fernández y cuenta con las tres Marías, además del Cristo Yacente. Este último, una obra del escultor Enrique del Moral en el año 1952. El paso de la Virgen es dorado y sobre este podemos ver a Nuestra Señora de la Soledad, una obra de autor desconocido y que probablemente sea del siglo XVIII.
En el escudo podemos observar en la parte central un corazón ardiendo con siete espadas clavadas (los dolores de la Virgen) y en la parte superior la corona Real. Todo está rodeado de espinas de color verde. 
Los penitentes llevan un hábito de color negro, una capa negra, y un capillo y fajín amarillos.

### Domingo de Resurrección
Muy Antigua Archicofradía del Dulce Nombre de Jesús (Dulce Nombre) y Primitiva y Real Hermandad y Cofradía de Nazarenos de la Santa Vera Cruz y María Santísima del Valle (Vera Cruz). Esta cofradía del Domingo de Resurrección procesiona con un solo paso, acompañado de una banda de música. Fue fundada en el siglo XVI y su residencia canónica es la Iglesia Mayor Parroquial de la Encarnación.
El paso de misterio fue diseñado por Manuel Guzmán Bejarano. El paso está tallado en madera, trabajo del taller Santa Águeda y el dorado fue realizado por Charaina Martínez y Gloria Montserrat. La imagen principal de este misterio es el niño Jesús y fue realizada en 1992 por Miguel Ángel González Jurado.
El escudo de la cofradía está constituido por una cruz de calvario arbórea y en el lado derecho tiene las iniciales marianas mientras que, en el lado izquierdo tiene pintadas tres azucenas. Todo está rodeado por una corona de espinas y en la parte superior hay una corona real ya que esta hermandad tiene en su poder el título de Real Hermandad.
Esta cofradía no tiene penitentes sino que el cortejo lo forman los niños que acompañan al Niño Jesús por las calles de su ciudad con campanas de barro.
El otro paso que sale este día es el del Santísimo Cristo Resucitado que antes tenía una cofradía propia pero desapareció por motivos económicos y que esta también sacaba a Nuestra Señora de la Paz que se encuentran en la Iglesia Mayor Parroquial de la Encarnación; actualmente la Agrupación de Hermandades y Cofradías de Motril se encarga de sacarlo a las calles de Motril en el último día de la Semana Santa.

## Itinerarios
Santa Cena (Domingo de Pasión): Salida desde Iglesia San Antonio de Padua, Antillas, Gravina, Antonio de Nebrija, Churruca, Wenceslao Fdez. Flores, Francisco Suárez, Antonio de Ulloa, Camino de San Antonio, Piedrabuena, Buen Pastor, Inmaculada Concepción, San Miguel, Gonzalo Hernández, Ecuador, Argentina, Jesús del Gran Poder, Santa Rita, Camino de San Antonio, Antonio de Ulloa, Antillas, y regreso a la Iglesia San Antonio de Padua. 
La Borriquita: Salida desde la Iglesia Mayor de la Encarnación, Plaza de España, Romero Civantos, Plaza Díaz Moreu, Catalanes, Cruz de Conchas, Chipas, Nueva, Seijas Lozano, Milanesa, Marqués de Vistabella, Plaza Bustamante, Plaza Cruz Verde, Emilio Moré (carrera oficial), Catalanes, Zapateros, Plaza de San Agustín, Ruíz, Señor de Junes, Rambla del Manjón, Puerta de Granada, y regreso a la Iglesia Mayor Parroquial de la Encarnación.
Humildad y Victoria (El Huerto): Salida desde Casa de Hermandad (Calle Cañas), Cañas, Jazmín, Plaza de la Libertad, Cardenal Belluga, Plaza Canalejas, Catalanes, Emilio Moré (carrera oficial), Plaza Cruz Verde, Tecla, Carrera, Plaza de los Jardinillos, Zapateros, García Pizarro, Avda. San Agustín, Ruiz, Señor de Junes, Rambla del Manjón, Guayana, Rambla del Cenador, Cañas, y regreso a la Casa de Hermandad (Calle Cañas).
Perdón y Misericordia: Salida desde Iglesia del Carmen (Salón Parroquial), Plaza del Carmen, Cañas, Mercado Alto, Cuatro Esquinas, Nueva, Seijas Lozano, Milanesa, Marqués de Vistabella, Plaza Bustamante, Emilio Moré (carrera oficial), Plaza Díaz Moreu, Romero Civantos, Plaza de España, Puerta de Granada, Rambla del Manjón, Cañas, Monjas, Buenos Aires, Rambla del Carmen, Caas, Plaza del Carmen, y regreso a la Iglesia del Carmen.
Salud y Consuelo: Salida desde Iglesia de la Victoria PP Agustinos, Avda. de San Agustín (Introducción), Victoria, Romero Civantos (1ª Estación), Plaza Díaz Moreu, Emilio Moré (carrera oficial) (2ª Estación), Plaza Cruz Verde, Plaza Bustamante (3ª Estación), Marqués de Vistabella, Plaza Javier de Burgos (4ª Estación), Comedias (5ª Estación - Casa Hermandad Cofradía Sepulcro y Ntra. Sra. de los Dolores), Plaza de la Trinidad, Plaza de España (6ª Estación), Puerta de Granada, Rambla del Manjón (7ª Estación - Casa Hermandad Cofradía Buena Muerte), Cañas (8ª Estación - Casa Hermandad Cofradía Ntro. Padre Jesús Nazareno y María Stma. de la Esperanza), Rambla del Carmen (9ª Estación), Buenos Aires, Monjas (10.ª Estación Reverendas Madres Nazarenas - Canto del Stabat Mater Dolorosa), Cañas (11.ª estación), Rambla del Manjón (12.ª estación), Señor de Junes (13.ª estación), Ruiz, Avda. de San Agustín (14.ª estación), y Regreso a su Templo en la Iglesia de la Victoria de los Padres Agustinos.
Gran Poder: Salida desde Casa de Hermandad en Calle Monjas, Monjas, Callejón de las Monjas, Plaza de la Esparraguera, Rambla de las Monjas, Cañas, Rambla del Manjón, Puerta de Granada, Plaza de España, Plaza Trinidad, San Rafael, Catalanes, Emilio Moré (carrera oficial), Plaza Cruz Verde, Plaza Bustamante, Marqués de Vistabella, Milanesa, Plaza del Ciprés, Comercio, Plaza San Antonio, Tato, Plaza Canalejas, Curucho, Federico Gallardo, Plaza de Cappa, Tahona, Gloria, Cañas, Rambla del Carmen, Buenos Aires, Monjas, y Regreso a su Casa de Hermandad en Calle Monjas.
Pasión: Salida desde Santuario Nuestra Sra. de la Cabeza Coronada, Narciso González Cervera, Huerta Estévez, Travesía Tecla, Tecla, Plaza Cruz Verde, Plaza Bustamante, Marqués de Vistabella, Milanesa, Plaza del Ciprés, Comercio, Plaza San Antonio, Tato, Plaza Canalejas, Comedias, Plaza Trinidad, Plaza de España, Puerta Granada, Rambla del Manjón, Señor de Junes, Ruiz, Avda. San Agustín (Paseo Central), García Pizarro, Plaza Díaz Moreu, Emilio Moré (carrera oficial), Plaza Cruz Verde, Tecla, Travesía Tecla, Huerta Estévez, Narciso González Cervera, y Regreso al Santuario de Nuestra Señora de la Cabeza Coronada.
Nazareno y Esperanza: Salida desde Casa Hermandad en Camino de las Cañas, Cañas, Rambla del Manjón, Puerta de Granada, Plaza de España, Plaza Trinidad, San Rafael, Catalanes, Plaza Francisco Javier de Burgos, Marqués de Vistabella, Milanesa, Plaza del Ciprés, Seijas Lozano, Nueva Teatro, Plaza Bustamante, Plaza Cruz Verde, Emilio Moré (carrera oficial), Plaza Díaz Moreu, García Pizarro, Avda. San Agustín, Ruiz, Señor de Junes, Rambla del Manjón, Cañas, y Regreso a su Casa de Hermandad en Camino de las Cañas.
Silencio: Salida desde Iglesia Mayor Parroquial de la Encarnación (Puerta Norte), Plaza de la Libertad, Cardenal Belluga, Plaza Canalejas, Cruz de Conchas, Pozuelo, Plaza Garrido, Plaza del Ciprés, Milanesa, Marqués de Vistabella, Plaza Bustamante, Plaza Cruz Verde, Emilio Moré (carrera oficial), Plaza Díaz Moreu, Romero Civantos, Plaza de España, y Regreso a la Iglesia Mayor Parroquial de la Encarnación. 
Vera Cruz: Salida desde Iglesia Mayor Parroquial de la Encarnación, Plaza de España, Victoria, Avda. de San Agustín, García Pizarro, Zapateros, Muralla, Avda. Salobreña, Fuente del Ejército del Aire, Narciso González Cervera, Carrera, Plaza de los Jardinillos, Catalanes, Plaza Canalejas, Curucho, Arco Oliver, Cruz de Conchas, Ciprés, Parra Baja, Plaza Garrido, Travesía de Garrido, Plaza del Ciprés, Seijas Lozano, Nueva, Teatro, Plaza Bustamante, Plaza Cruz Verde, Emilio Moré (carrera oficial), Plaza Díaz Moreu, Romero Civantos, Plaza de España, y Regreso a la Iglesia Mayor Parroquial de la Encarnación.
Sepulcro y Dolores: Salida desde Iglesia Mayor Parroquial de la Encarnación, Plaza de España, Victoria, Avda. de San Agustín, Zapateros, Catalanes, Plaza Francisco Javier de Burgos, Marqués de Vistabella, Milanesa, Plaza del Ciprés, Seijas Lozano, Nueva, Teatro, Plaza Bustamante, Plaza Cruz Verde, Emilio Moré (carrera oficial), Plaza Díaz Moreu, Romero Civantos, Plaza de España, y Regreso a la Iglesia Mayor Parroquial de la Encarnación.
El Yacente y La Soledad: Salida Casa Hermandad en Calle Santa Ana, Santa Ana, Manuel de Falla, Avda. Pío XII, Rambla de Capuchinos, Santísimo, Eras, Carretas, Rambla de Capuchinos, Fundición, Nueva, Teatro, Marqués de Vistabella, Plaza Francisco Javier de Bugos, Catalanes, Emilio Moré (carrera oficial), Plaza Cruz Verde, Plaza Bustamante, Teatro, Nueva, Cuevas, López Rubio, Cáceres, Santa Ana, y Regreso a su Casa de Hermandad (Calle Santa Ana.
Dulce Nombre: Salida desde Iglesia Mayor Parroquia de la Encarnación, Plaza de España, Romero Civantos, Plaza Díaz Moreu, Catalanes, Plaza de los Jardinillos, Virgen del Valle, Cerrajón, Plaza Cruz Verde, Emilio Moré (carrera oficial), Comedias, Plaza de la Trinidad, Plaza de España, y Regreso a la Iglesia Mayor Parroquial de la Encarnació.
Lema de la Semana Santa motrileña: Bendito seas, Motril, bendita sea tu gracia, benditas tus cofradías, bendita Semana Santa.